# 29437 Марше
29437 Марше (29437 Marchais) — астероїд головного поясу, відкритий 7 червня 1997 року.
Тіссеранів параметр щодо Юпітера — 3,519.